# Lista monumentelor istorice din județul Iași - M

Simbol pentru monumentele istorice

Lista monumentelor istorice din județul Iași - M cuprinde monumentele istorice înscrise în Patrimoniul cultural național al României și aflate în localități ce încep cu litera M din județul Iași.
Lista completă este menținută și actualizată periodic de către Ministerul Culturii, Cultelor și Patrimoniului Național din România, prin intermediul Institutului Național al Patrimoniului, ultima versiune datând din 2015. Această listă cuprinde și actualizările ulterioare, realizate prin ordin al ministrului culturii.
Puteți căuta un monument din județul Iași folosind formularul de mai jos sau puteți naviga prin toate monumentele din județ la lista monumentelor istorice din județul Iași.
| Cod LMI                                                         | Denumire                                                                 | Localitate                                 | Localizare                                                                            | Datare, Creatori                                                               | Imagine               | Erori             |
| --------------------------------------------------------------- | ------------------------------------------------------------------------ | ------------------------------------------ | ------------------------------------------------------------------------------------- | ------------------------------------------------------------------------------ | --------------------- | ----------------- |
| IS-I-s-B-03615 (RAN: 97820.01)                                  | Situl arheologic de la Mircești, punct „Bulboacă”                        | sat Mircești; comuna Mircești              | „La Bulboacă”, la cca. 2 km NE de sat, pe stânga drumului Mircești – Târgu Frumos     |                                                                                | Încarcă foto \| video | Raportează eroare |
| IS-I-m-B-03615.01 (RAN: 97820.01.03)                            | Așezare                                                                  | sat Mircești; comuna Mircești              | „La Bulboacă”, la cca. 2 km NE de sat, pestânga drumului Mircești – Târgu Frumos      | sec. XVI - XVII, Epoca medievală                                               | Încarcă foto \| video | Raportează eroare |
| IS-I-m-B-03615.02 (RAN: 97820.01.02)                            | Așezare                                                                  | sat Mircești; comuna Mircești              | „La Bulboacă”, la cca. 2 km NE de sat, pestânga drumului Mircești – Târgu Frumos      | sec. IV p.Chr, Epoca daco-romană                                               | Încarcă foto \| video | Raportează eroare |
| IS-I-m-B-03615.03 (RAN: 97820.01.01)                            | Așezare                                                                  | sat Mircești; comuna Mircești              | „La Bulboacă”, la cca. 2 km NE de sat, pestânga drumului Mircești – Târgu Frumos      | Latène târziu, cultura Poienești-Lukașevka                                     | Încarcă foto \| video | Raportează eroare |
| IS-I-s-B-03616 (RAN: 97928.01)                                  | Situl arheologic de la Miroslava, punct „Bulgărie”                       | sat Miroslava; comuna Miroslava            | „La Bulgărie”, la marginea de NE a satului                                            |                                                                                | Încarcă foto \| video | Raportează eroare |
| IS-I-m-B-03616.01 (RAN: 97928.01.06)                            | Așezare                                                                  | sat Miroslava; comuna Miroslava            | „La Bulgărie”, la marginea de NE a satului                                            | sec. XII - XVIII, Epoca medievală                                              | Încarcă foto \| video | Raportează eroare |
| IS-I-m-B-03616.02 (RAN: 97928.01.05)                            | Așezare                                                                  | sat Miroslava; comuna Miroslava            | „La Bulgărie”, la marginea de NE a satului                                            | sec. XI – XII, Epoca medieval timpurie                                         | Încarcă foto \| video | Raportează eroare |
| IS-I-m-B-03616.03 (RAN: 97928.01.04)                            | Așezare                                                                  | sat Miroslava; comuna Miroslava            | „La Bulgărie”, la marginea de NE a satului                                            | sec. IX – XI, Epoca medieval timpurie                                          | Încarcă foto \| video | Raportează eroare |
| IS-I-m-B-03616.04 (RAN: 97928.01.03)                            | Așezare                                                                  | sat Miroslava; comuna Miroslava            | „La Bulgărie”, la marginea de NE a satului                                            | sec. V – VIII, Epoca migrațiilor                                               | Încarcă foto \| video | Raportează eroare |
| IS-I-m-B-03616.05 (RAN: 97928.01.02)                            | Așezare                                                                  | sat Miroslava; comuna Miroslava            | „La Bulgărie”, la marginea de NE a satului                                            | sec. III - IV p. Chr., Epoca daco-romană                                       | Încarcă foto \| video | Raportează eroare |
| IS-I-m-B-03616.06 (RAN: 97928.01.01)                            | Așezare                                                                  | sat Miroslava; comuna Miroslava            | „La Bulgărie”, la marginea de NE a satului                                            | Eneolitic final, cultura Horodiștea – Erbiceni                                 | Încarcă foto \| video | Raportează eroare |
| IS-I-s-B-03617 (RAN: 98122.01)                                  | Situl arheologic de la Mogoșești, punct „Dealul Bățului”, cartier Galata | sat Mogoșești; comuna Mogoșești            | „Dealul Bățului”, cartier Galata, la marginea de N a satului                          |                                                                                | Încarcă foto \| video | Raportează eroare |
| IS-I-m-B-03617.01 (RAN: 98122.01.09)                            | Așezare                                                                  | sat Mogoșești; comuna Mogoșești            | „Dealul Bățului”, cartier Galata, la marginea de N a satului                          | sec. XVII - XVIII, Epoca medievală                                             | Încarcă foto \| video | Raportează eroare |
| IS-I-m-B-03617.02 (RAN: 98122.01.08)                            | Așezare                                                                  | sat Mogoșești; comuna Mogoșești            | „Dealul Bățului”, cartier Galata, la marginea de N a satului                          | sec. XIII, Epoca medieval timpurie                                             | Încarcă foto \| video | Raportează eroare |
| IS-I-m-B-03617.03 (RAN: 98122.01.07)                            | Așezare                                                                  | sat Mogoșești; comuna Mogoșești            | „Dealul Bățului”, cartier Galata, la marginea de N a satului                          | sec. X – XI, Epoca medieval timpurie                                           | Încarcă foto \| video | Raportează eroare |
| IS-I-m-B-03617.04 (RAN: 98122.01.06)                            | Așezare                                                                  | sat Mogoșești; comuna Mogoșești            | „Dealul Bățului”, cartier Galata, la marginea de N a satului                          | sec. V - VII p. Chr., Epoca migrațiilor                                        | Încarcă foto \| video | Raportează eroare |
| IS-I-m-B-03617.05 (RAN: 98122.01.05)                            | Așezare                                                                  | sat Mogoșești; comuna Mogoșești            | „Dealul Bățului”, cartier Galata, la marginea de N a satului                          | sec. IV p.Chr, Epoca daco-romană                                               | Încarcă foto \| video | Raportează eroare |
| IS-I-m-B-03617.06 (RAN: 98122.01.04)                            | Așezare                                                                  | sat Mogoșești; comuna Mogoșești            | „Dealul Bățului”, cartier Galata, la marginea de N a satului                          | Hallstatt mijlociu și final                                                    | Încarcă foto \| video | Raportează eroare |
| IS-I-m-B-03617.07 (RAN: 98122.01.03)                            | Așezare                                                                  | sat Mogoșești; comuna Mogoșești            | „Dealul Bățului”, cartier Galata, la marginea de N a satului                          | Latène, cultura geto-dacică                                                    | Încarcă foto \| video | Raportează eroare |
| IS-I-m-B-03617.08 (RAN: 98122.01.02)                            | Așezare                                                                  | sat Mogoșești; comuna Mogoșești            | „Dealul Bățului”, cartier Galata, la marginea de N a satului                          | Eneolitic final, cultura Horodiștea – Erbiceni                                 | Încarcă foto \| video | Raportează eroare |
| IS-I-s-B-03618 (RAN: 98550.01)                                  | Situl arheologic de la Moimești - Popricani                              | sat Moimești; comuna Popricani             | la intrarea în sat, pe ambele părți ale șoselei Iași - Popricani                      |                                                                                | Încarcă foto \| video | Raportează eroare |
| IS-I-m-B-03618.01 (RAN: 98550.01.04)                            | Așezare                                                                  | sat Moimești; comuna Popricani             | la intrarea în sat, pe ambele părți ale șoselei Iași - Popricani                      | sec. XIV - XV, Epoca medievală                                                 | Încarcă foto \| video | Raportează eroare |
| IS-I-m-B-03618.02 (RAN: 98550.01.03)                            | Așezare                                                                  | sat Moimești; comuna Popricani             | la intrarea în sat, pe ambele părți ale șoselei Iași - Popricani                      | sec. IV - V, Epoca migrațiilor                                                 | Încarcă foto \| video | Raportează eroare |
| IS-I-m-B-03618.03 (RAN: 98550.01.02)                            | Așezare                                                                  | sat Moimești; comuna Popricani             | la intrarea în sat, pe ambele părți ale șoselei Iași - Popricani                      | sec. II – III p. Chr., Epoca romană                                            | Încarcă foto \| video | Raportează eroare |
| IS-I-m-B-03618.04 (RAN: 98550.01.01)                            | Așezare                                                                  | sat Moimești; comuna Popricani             | la intrarea în sat, pe ambele părți ale șoselei Iași - Popricani                      | Eneolitic final, cultura Horodiștea – Erbiceni                                 | Încarcă foto \| video | Raportează eroare |
| IS-I-s-B-03619 (RAN: 98211.01)                                  | Fortificația de la Moșna, punct „Cetățuia”                               | sat Moșna; comuna Moșna                    | „Cetățuia”, la 1 km N de sat 46.92119°N 27.95782°E                                    | sec. III - II a. Chr., Latène                                                  | Încarcă foto \| video | Raportează eroare |
| IS-I-s-B-03620 (RAN: 98239.01)                                  | Vechea vatră a satului Moțca                                             | sat Moțca; comuna Moțca                    | „Siliște”, la cca. 200 m SV de sat                                                    | prima jum. a sec. XIV - sec. XVII, Epoca medievală                             | Încarcă foto \| video | Raportează eroare |
| IS-I-s-B-03621 (RAN: 97492.01)                                  | Movile                                                                   | sat Movileni; comuna Heleșteni             | la cca. 700 m NNV de biserică, pe culmea dealului 47.20555°N 26.89722°E               | Hallstatt târziu                                                               | Încarcă foto \| video | Raportează eroare |
| IS-I-s-B-03622 (RAN: 98186.01)                                  | Situl arheologic de la Muncelu de Sus, punct „Groapă - La Gropi”         | sat Muncelu de Sus; comuna Mogoșești-Siret | „La Groapă - La Gropi”, la cca. 500 m V-SV de sat, peambele maluri ale pârâului Gropi |                                                                                | Încarcă foto \| video | Raportează eroare |
| IS-I-m-B-03622.01 (RAN: 98186.01.01)                            | Vatra fostului sat Balomirești                                           | sat Muncelu de Sus; comuna Mogoșești-Siret | „La Groapă - La Gropi”, la cca. 500 m V-SV de sat, peambele maluri ale pârâului Gropi | sec. XV, Epoca medievală                                                       | Încarcă foto \| video | Raportează eroare |
| IS-I-m-B-03622.02 (RAN: 98186.01.02)                            | Așezare                                                                  | sat Muncelu de Sus; comuna Mogoșești-Siret | „La Groapă - La Gropi”, la cca. 500 m V-SV de sat, peambele maluri ale pârâului Gropi | sec. IV p.Chr, Epoca daco-romană                                               | Încarcă foto \| video | Raportează eroare |
| IS-I-m-B-03622.03 (RAN: 98186.01.03)                            | Așezare                                                                  | sat Muncelu de Sus; comuna Mogoșești-Siret | „La Groapă - La Gropi”, la cca. 500 m V-SV de sat, peambele maluri ale pârâului Gropi | Latène, cultura geto-dacică                                                    | Încarcă foto \| video | Raportează eroare |
| IS-I-m-B-03622.04 (RAN: 98186.01.04)                            | Așezare                                                                  | sat Muncelu de Sus; comuna Mogoșești-Siret | „La Groapă - La Gropi”, la cca. 500 m V-SV de sat, peambele maluri ale pârâului Gropi | Epoca bronzului târziu, cultura Noua                                           | Încarcă foto \| video | Raportează eroare |
| IS-I-s-B-03623 (RAN: 95907.03)                                  | Situl arheologic de la Munteni, punct „Seliștea”                         | sat Munteni; comuna Belcești               | „Seliștea” („La Știubeiul cu apă pucioasă”), la cca. 1 km NV de sat                   |                                                                                | Încarcă foto \| video | Raportează eroare |
| IS-I-m-B-03623.01 (RAN: 95907.03.04)                            | Așezare                                                                  | sat Munteni; comuna Belcești               | „seliștea” („la Știubeiul cu apă pucioasă”), la cca. 1 km NV de sat                   | sec. XVI - XVII, Epoca medievală                                               | Încarcă foto \| video | Raportează eroare |
| IS-I-m-B-03623.02 (RAN: 95907.03.03)                            | Așezare                                                                  | sat Munteni; comuna Belcești               | „seliștea” („la Știubeiul cu apă pucioasă”), la cca. 1 km NV de sat                   | sec. VIII – X, Epoca medieval timpurie                                         | Încarcă foto \| video | Raportează eroare |
| IS-I-m-B-03623.03 (RAN: 95907.03.02)                            | Așezare                                                                  | sat Munteni; comuna Belcești               | „seliștea” („la Știubeiul cu apă pucioasă”), la cca. 1 km NV de sat                   | sec. IV p.Chr, Epoca daco-romană                                               | Încarcă foto \| video | Raportează eroare |
| IS-I-m-B-03623.04 (RAN: 95907.03.01)                            | Așezare                                                                  | sat Munteni; comuna Belcești               | „seliștea” („la Știubeiul cu apă pucioasă”), la cca. 1 km NV de sat                   | Latène, cultura geto-dacică                                                    | Încarcă foto \| video | Raportează eroare |
| IS-I-m-B-03623.05 (RAN: 95907.03.05)                            | Așezare                                                                  | sat Munteni; comuna Belcești               | „seliștea” („la Știubeiul cu apă pucioasă”), la cca. 1 km NV de sat                   | Hallstatt timpuriu                                                             | Încarcă foto \| video | Raportează eroare |
| IS-I-m-B-03623.06 (RAN: 95907.03.06)                            | Așezare                                                                  | sat Munteni; comuna Belcești               | „seliștea” („la Știubeiul cu apă pucioasă”), la cca. 1 km NV de sat                   | Neolitic                                                                       | Încarcă foto \| video | Raportează eroare |
| IS-II-m-B-04196 (RAN: 97786.02)                                 | Biserica de lemn „Adormirea Maicii Domnului”                             | sat Mădârjac; comuna Mădârjac              |                                                                                       | 1785                                                                           | Alte imagini          | Raportează eroare |
| IS-II-m-B-04197                                                 | Biserica de lemn „Sf. Grigore Bogoslavul”                                | sat Mădârjac; comuna Mădârjac              |                                                                                       | 1816                                                                           | Alte imagini          | Raportează eroare |
| IS-II-m-B-04198                                                 | Biserica de lemn „Sf. Grigore Teologul”                                  | sat Mădârjești; comuna Bălțați             |                                                                                       | sec. XIX                                                                       | Alte imagini          | Raportează eroare |
| IS-II-m-B-04195 (RAN: 96762.01)                                 | Biserica de lemn „Sf. Ioan Botezătorul”                                  | sat Mănăstirea; comuna Dagâța              |                                                                                       | 1723                                                                           | Încarcă foto \| video | Raportează eroare |
| IS-II-a-B-04199                                                 | Mănăstirea Miclăușeni                                                    | sat Miclăușeni; comuna Butea               |                                                                                       | sec. XVII - XIX                                                                | Alte imagini          | Raportează eroare |
| IS-II-m-B-04199.01                                              | Biserica „Sf. Voievozi”, „Buna Vestire”                                  | sat Miclăușeni; comuna Butea               |                                                                                       | 1787                                                                           | Alte imagini          | Raportează eroare |
| IS-II-m-B-04199.02 (RAN: 96138.01.01, 96138.01.02, 96138.01.03) | Castelul Sturza                                                          | sat Miclăușeni; comuna Butea               |                                                                                       | sec. XVII, reclădită 1752 și sec. XIX Iulius Reinecke, I. Grigsberg (arhitect) | Alte imagini          | Raportează eroare |
| IS-II-m-B-04199.03                                              | Parc                                                                     | sat Miclăușeni; comuna Butea               |                                                                                       | sec. XIX                                                                       |                       | Raportează eroare |
| IS-II-m-B-04200                                                 | Biserica „Adormirea Maicii Domnului”                                     | sat Mircești; comuna Mircești              |                                                                                       | 1875                                                                           | Încarcă foto \| video | Raportează eroare |
| IS-II-m-B-04201                                                 | Biserica „Sf. Voievozi”                                                  | sat Mircești; comuna Mircești              | În cimitir                                                                            | 1809                                                                           | Încarcă foto \| video | Raportează eroare |
| IS-II-m-B-04202                                                 | Casa memorială a poetului Vasile Alecsandri                              | sat Mircești; comuna Mircești              |                                                                                       | 1865                                                                           | Alte imagini          | Raportează eroare |
| IS-II-m-B-04203 (RAN: 97928.03)                                 | Biserica „Nașterea Maicii Domnului”                                      | sat Miroslava; comuna Miroslava            |                                                                                       | 1811                                                                           | Alte imagini          | Raportează eroare |
| IS-II-m-B-04204 (RAN: 97928.02)                                 | Casa Sturza                                                              | sat Miroslava; comuna Miroslava            | 47.15159°N 27.52223°E                                                                 | înc. sec. XIX                                                                  |                       | Raportează eroare |
| IS-II-m-B-04205 (RAN: 98060.01)                                 | Biserica de lemn „Cuvioasa Paraschiva”                                   | sat Miroslovești; comuna Miroslovești      |                                                                                       | 1535                                                                           | Alte imagini          | Raportează eroare |
| IS-II-m-B-04206                                                 | Biserica de vălătuci „Sf. Nicolae”                                       | sat Moreni; comuna Prisăcani               |                                                                                       | 1830                                                                           | Alte imagini          | Raportează eroare |
| IS-II-m-B-04207 (RAN: 98211.02)                                 | Biserica „Sf. Voievozi”                                                  | sat Moșna; comuna Moșna                    |                                                                                       | sec. XVIII                                                                     | Încarcă foto \| video | Raportează eroare |
| IS-III-m-B-04321                                                | Monumentul lui Alexandru Sturza                                          | sat Miclăușeni; comuna Butea               | În incinta parcului dendrologic al castelului                                         | 1875                                                                           | Încarcă foto \| video | Raportează eroare |
| IS-IV-m-B-04202.02                                              | Mausoleul lui Vasile Alecsandri                                          | sat Mircești; comuna Mircești              | 47.0667°N 26.8502°E                                                                   | 1925-1927 Nicolae Ghica-Budești (arhitect)                                     |                       | Raportează eroare |